# هيديو أزوما
هيديو أزوما (6 فبراير 1950) رسام مانغا ياباني بدا مشواره في الرسم في عام 1969 .

## روابط خارجية
- هيديو أزوما على موقع IMDb (الإنجليزية)
- هيديو أزوما على موقع ديسكوغز (الإنجليزية)
- هيديو أزوما على موقع ANN person (الإنجليزية)

- (باليابانية) Azuma Hideo Official Homepage